# Salvelinus alpinus
Cá hồi Bắc Cực hay cá hồi chấm Bắc Cực (Danh pháp khoa học: Salvelinus alpinus) là một loài cá nước lạnh trong họ cá hồi Salmonidae, có nguồn gốc từ các hồ nước núi cao và vùng biển Bắc Cực và Bắc Cực. Chúng là loài cá ăn được và là nguồn thực phẩm quan trọng.

## Đặc điểm
Chúng sinh sản trong vùng nước ngọt và quần thể có thể là sông hồ, sông suối hoặc đất cát, nơi chúng trở về từ đại dương đến sông nước sinh sản để đẻ. Không có loài cá nước ngọt nào được tìm thấy ở phía bắc, đây là loài cá duy nhất ở Hồ Hazen trên Đảo Ellesmere thuộc Bắc Cực thuộc Canada. Đây là một trong những loài cá hiếm nhất ở Anh, chủ yếu ở các hồ nước sâu, có nhiệt độ lạnh, băng, và có nguy cơ bị axit hóa. Ở những nơi khác trong phạm vi của nó, chẳng hạn như các nước Bắc Âu, nó phổ biến hơn nhiều và được đánh bắt rộng rãi.
Cá hồi Bắc Cực có liên quan chặt chẽ đến cả cá hồi và cá hồi hồ, và có nhiều đặc điểm của cả hai giống loài này. Cá này có nhiều màu khác nhau, phụ thuộc vào thời gian của năm và điều kiện môi trường của hồ nơi nó sinh sống. Cá có thể cân nặng từ 20 lb (9,1 kg) trở lên với cá cỡ lớn đã được các lồng ở bắc Canada, nơi nó được biết đến là iqaluk hoặc tariungmiutaq ở trong ngôn ngữ Inuktitut. Nói chung, cá có kích cỡ thị trường ở mức từ 2 đến 5 lb (0,91 và 2,27 kg). Màu thịt có thể dao động từ đỏ tươi đến hồng nhạt.

## Giá trị
Những con cá hồi Bắc Cực thương phẩm thường nặng từ 2 đến 10 lb (1 và 4,5 kg). Thịt chúng mịn mỡ và vừa. Màu sắc là giữa màu hồng nhạt và đỏ đậm, và hương vị giống như một cái gì đó giữa cá hồi và cá hồi chấm. Về dự định, chúng có thể là một loài thay thế cho cá hồi vân và có thể cung cấp cho các nhà sản xuất với một lựa chọn khác nhau trên thị trường. Những nỗ lực nghiên cứu ban đầu tập trung vào việc xác định các nhu cầu về văn hoá và đặc điểm hoạt động của loài. Các nguồn giống thương phẩm đã được phát triển chủ yếu từ các nguồn này.